# Dorstenia psilurus
Dorstenia psilurus är en mullbärsväxtart som beskrevs av Friedrich Welwitsch. Dorstenia psilurus ingår i släktet Dorstenia och familjen mullbärsväxter. Inga underarter finns listade i Catalogue of Life.

## Bildgalleri

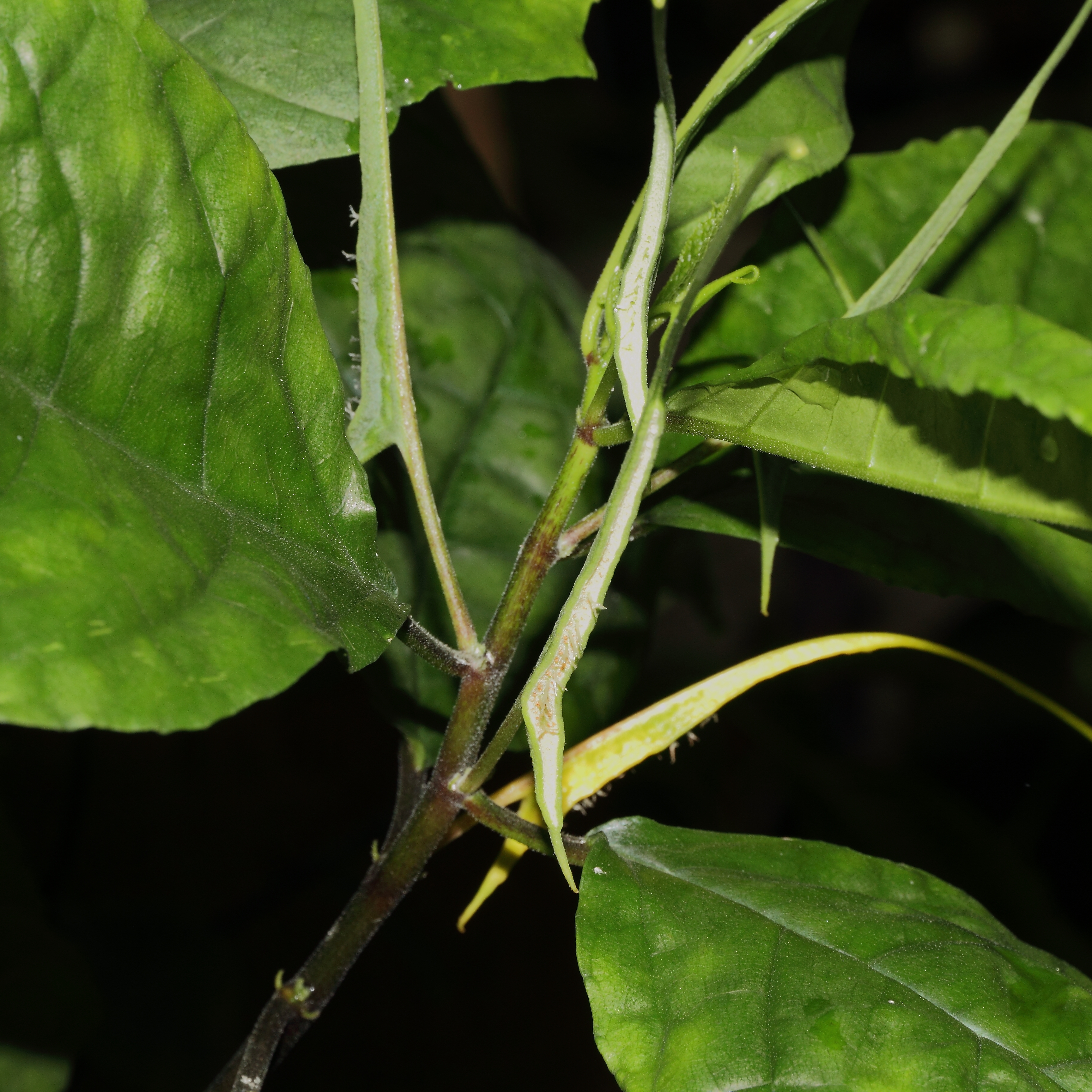